# Antirrhea taygetina
Antirrhea taygetina är en fjärilsart som beskrevs av Butler 1868. Antirrhea taygetina ingår i släktet Antirrhea och familjen praktfjärilar. Inga underarter finns listade i Catalogue of Life.